# 空心稈荸荠
空心稈荸荠（学名：Heleocharis fistulosa）为莎草科荸荠属下的一个种。

## 扩展阅读
- 維基物種上的相關：空心稈荸荠